# Нимуч (округ)
Нимуч (хинди नीमच जिला; англ. Neemuch) — округ в индийском штате Мадхья-Прадеш. Образован 30 июня 1998 года из части территории округа Мандсаур. Административный центр — город Нимуч. Площадь округа — 4256 км². По данным всеиндийской переписи 2001 года население округа составляло 726 070 человек. Уровень грамотности взрослого населения составлял 66,2 %, что выше среднеиндийского уровня (59,5 %). Доля городского населения составляла 28 %.